# Сент Мари (Монтана)
Сент Мари (енгл. St. Marie) насељено је место без административног статуса у америчкој савезној држави Монтана.

## Демографија
По попису из 2010. године број становника је 264, што је 81 (44,3%) становника више него 2000. године.
| Група             | 2000.       | 2010.       |
| Белци             | 171 (93,4%) | 247 (93,6%) |
| Афроамериканци    | 4 (2,2%)    | 4 (1,5%)    |
| Азијати           | 1 (0,5%)    | 3 (1,1%)    |
| Хиспаноамериканци | 1 (0,5%)    | 5 (1,9%)    |
| Укупно            | 183         | 264         |